# Lucian Müller
Eduard Friedrich Hermann Lucian Müller,  född 17 mars 1836 i Merseburg, död 24 april 1898, var en tysk klassisk filolog.
Müller, som var professor i Sankt Petersburg, skrev bland annat De re metrica poetarum latinorum (1861) samt utgav och biograferade flera latinska författare, särskilt Horatius.